# Makjun-Olbrajtov sindrom
Makjun-Olbrajtov sindrom (MAS) je retko, kongenitalno, nenasledno benigno oboljenje
koje je posledica somatske aktivišuće mutacije, koja se dešava po formiranju zigota u genu koji kodira alfa subjedinicu stimulatornog G proteina (Gs) na hromozomu 20q13 i karakteriše se trijasom: simptoma: osteofibroznom displazijom, kožnim pigmentacijama, kao „bela kafa”, i raznim vrstama endokrinopatija. Pacijenti sa ovim sindromom zahtevaju doživotno praćenje, posebno endokrinog i koštanog statusa.

## Otkriće i naziv bolesti
Simptome bolesti prvi su opisali 1937. godine Donovan James McCune (1902—1976) i Fuller Albright (1900—1969), po kojima će ovaj sindrom dobiti naziv McCune–Albright sindrom.
Alternativni nazivi za ovaj sindrom su i: Albright-McCune-Sternberg sindrom i Weil-Albright sindrom.

## Epidemiologija
MAS pogađa podjednako bolesnike oba pola, i može se javiti počev od ranog detinjstva.
Spada u grupu retkih bolestis sa prevalencom između 1/100.000 и 1/1.000.000. Bolest se javlja sporadično i nije povezana sa prenosom iz generacije u generaciju.
Gonadotropinim nezavisnim preranim pubertetom kod MAS-a daleko su češće pogođene devojčica nego dečaci, u odnosu 3:2. Druge manifestacije McCune-Albright sindroma najčešće se javljaju podjednako kod oba pola.

## Etiologija
Endokrine manifestacije MAS su:
- Osteoibrozna displazija (OFD)
- Bubrežni gubitak fosfata
- Kožne hiperpigmentovane fleke,
- Endokrinopatije, među kojima su najznačajnije: gonadotropini nezavisni prerani pubertet, hipertiroidizam, akromegalija, hiperprolaktinemija i hiperkortizolizmom.[10][11]

## Klinička slika
S obzirom na to da pacijenti sa Makjun-Olbrajtovim sindrom imaju mozaicizam somatske aktivišuće mutacije alfa subjedinice Gs protiena, individualne kliničke prezentacije će zavisiti od distribucije ćelija pogođenih mutacijom. U ovom stanju klinička slika MAS uslovljena je mozaicizmom, praktično svaka ćelija,  tkivo i organi u telu mogu biti pogođeni u različitom stepenu, uključujući hepatobilijarnu disfunkciju i bolest srca, koje mogu biti značajan faktor rizika za preranu smrt obolelog.
U druge moguće manifestacije MAS spadaju:
- Kušingov sindrom
- Hiperprodukciju hormona rasta, sa znacima gigantizma i akromegalije
- Ciste na jajnicima
- Tumori hipofize
- Tumora štitnjače
- Hipofosfatemija, praćen hipofosfatičnim rahitisom
- Hipogonadotrofni hipogonadizam, posebno u uslovima hiperprolaktinemije.[4]

Bolest se može se manifestovati od ranog detinjstva:
- bolovima u kostima,

- deformitetima,
- ponovljenim frakturama aficiranih kostiju,
- znacima endokrinopatija

Mada u pojedinim slučajevima bolest može biti i asimptomatska.

## Dijagnoza
Dijagnoza osteoibrozne displazije (OFD) se postavlja na osnovu kliničke slike i potvrđuje radiološkim metodama i eventualno patohistološkom potvrdom.
Dijagnoza endokrinopatije postavlja se na osnovu kliničke slike i biohemijskih testova. 

## Terapija
Lečenje MAS-a uključuje bisfosfonate, u cilju smanjenja bolova i popravljanja litičkih lezija (mada njihova efikasnost još uvek nije potpuno potvrđena).
Kod nekih pacijenata, primena suplementa (kalcijuma, vitamina D i fosfora) može biti od koristi. 
U težim slučajevima primenjuju se različite ortopedsko-hirurške procedure da bi se sprečili i lečili deformiteti i prelomi. 
Endokrinopatije se leče u zavisnosti od njihove vrste.

## Literatura
- A. Weill (1922). „Pubertas praecox und Knochenbrüchigkeit”. Klinische Wochenschrift. 1: 2114—2115.. Case presentation of a 9-year old girl with precocious puberty, fragile bones, and dermal pigmentation.
- Gaupp (1932). „Pubertas praecox bei Osteo-dystrophia fibrosa”. Monatsschrift Kinderheilkunde. 53: 312—322.
- D. J. McCune (1936). „Osteitis fibrosa cystica: the case of a nine year old girl who also exhibits precocious puberty, multiple pigmentation of the skin and hyperthyroidism”. American Journal of Diseases of Children. 52: 743—747.
- McCune, Donovan J.; H. Bruch (1937). „Osteodystrophia Fibrosa”. American Journal of Diseases of Children. 54 (4): 806—848. doi:10.1001/archpedi.1937.01980040110009.
- F. Albright, A. M. Butler, Aubrey Otis Hampton, P. H. Smith (1937). „Syndrome characterized by osteitis fibrosa disseminata, areas of pigmentation and endocrine dysfunction, with precocious puberty in females. Report of five cases”. New England Journal of Medicine. 216: 727—746. doi:10.1056/NEJM193704292161701.

## Spoljašnje veze
- GeneReviews entry for fibrous dysplasia/McCune–Albright Syndrome (језик: енглески)

|  | Molimo Vas, obratite pažnju na važno upozorenje u vezi sa temama iz oblasti medicine (zdravlja). |